# Kirjat Wolfson

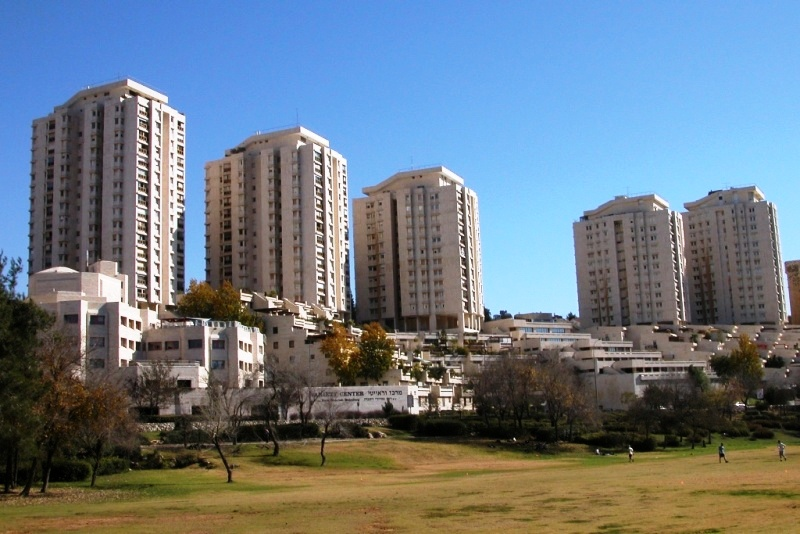
Zástavba v Kirjat Wolfson

Kirjat Wolfson (hebrejsky: קריית וולפסון, doslova Wolfsonovo město) je městská čtvrť v centrální části Jeruzaléma v Izraeli.

## Geografie
Leží v nadmořské výšce necelých 800 metrů, cca 2 kilometry západně od Starého Města. Na východě s ní sousedí čtvrť Šaarej Chesed, na jihu Rechavja. Na západ odtud se rozkládá areál budov veřejného významu včetně sídla izraelského parlamentu (knesetu). Terén je mírně zvlněný, s počínajícím zářezem vádí Nachal Rechavja, které směřuje k jihu. Procházejí tudy významné silniční komunikace celoměstského významu jako severojižní třída Sderot Ben Cvi nebo východozápadní třídy Derech Rupin a Ramban. Populace čtvrti je židovská.

## Dějiny
Jedná se o moderní bytový soubor sestávající z pěti výškových domů a dalších terasovitých domů v jejich okolí při ulici Rechov Diskin. První dvě budovy vyrostly v 70. letech 20. století, zbylé tři v 80. letech. Komplex je pojmenován podle Isaaca Wolfsona, židovského filantropa z Velké Británie, který zahájil budování tohoto sídliště. Většina obyvatel jsou zahraniční občané, často penzisté ze zámoří. Součástí areálu jsou parkovací místa, obchody a velké lékařské centrum. Areál se trvale pod ostrahou.